# Proboszczowice (województwo śląskie)
Proboszczowice (niem. Proboschowitz) – wieś sołecka w Polsce, położona w województwie śląskim, w powiecie gliwickim, w gminie Toszek.
W latach 1975–1998 wieś położona była w województwie katowickim.

## Nazwa
W księdze łacińskiej Liber fundationis episcopatus Vratislaviensis (pol. Księga uposażeń biskupstwa wrocławskiego) spisanej za czasów biskupa Henryka z Wierzbna w latach 1295–1305 miejscowość wymieniona jest w zlatynizowanej formie Probostenitz jako wieś lokowana na prawie polskim iure polonico we fragmencie Probostenitz solvitur decima more polonico.
W alfabetycznym spisie miejscowości z terenu Śląska wydanym w 1830 roku we Wrocławiu przez Johanna Knie miejscowość występuje pod obecnie używaną polską nazwą Proboszczowice oraz zgermanizowaną Proboszczowitz. Ze względu na polskie pochodzenie nazwy w okresie hitlerowskiego reżimu w latach 1936-1945 nazwę miejscowości zmieniono na całkowicie niemiecką Probstfelde.

## Integralne części wsi
| SIMC    | Nazwa          | Rodzaj    |
| ------- | -------------- | --------- |
| 0222692 | Nowina         | część wsi |
| 0222700 | Proboszczowice | osada     |